# Oportunizam
Oportunizam  (lat.: opportunus = povoljno, odgovarajuće) označava prilagodbu na odgovarajuću specifičnu situaciju ili lokaciju. Oportuno ponašanje nije uvijek u skladu s vlastitim principima, ali je korisno u pogledu na probitačnost, na korištenje prednosti, pogotovo u političkom i društvenom kontekstu.

## Značenje
Oportunist koristi priliku bez obzira na posljedice ili vlastiti sustav vrijednosti za svoju prednost. Nešto slabiji oblik oportunizma može se naći u pragmatizmu te možda i u realizmu.
Politički oportunist može katkad svjesno riskirati dugoročne nedostatke, kako bi postigao kratkoročan uspjeh.